# 쓰키노키역
쓰키노키역(일본어: 槻木駅)은 일본 미야기현 시바타군 시바타정에 있는 동일본 여객철도 · 아부쿠마 급행의 역이다. 도호쿠 본선과 이 역을 종점으로 하는 아부쿠마 급행 아부쿠마 급행선이 상호 운행되어, 접속역으로 되어 있다. 단선 · 섬식의 형태를 합친 복합 구조의 철도 역사이다.

## 타는 곳
| 1 | ■ 도호쿠 본선     | (상행) | 시로이시 · 후쿠시마 · 고리야마 방면 |                        |
| 2 | ■ 아부쿠마 급행선 |        | 가쿠다 · 마루모리 · 야나가와 방면   |                        |
| 2 | ■ 도호쿠 본선     | (하행) | 센다이 방면                         | (아부쿠마 급행선 직통) |
| 3 | ■ 도호쿠 본선     | (하행) | 이와누마 · 나토리 · 센다이 방면     |                        |

## 이용 현황

### 동일본 여객철도
| 연도     | 하루 평균 승차 인원 | 연도     | 하루 평균 승차 인원 |
| 2000년도 | 3,478               | 2006년도 | 3,148               |
| 2001년도 | 3,397               | 2007년도 | 3,063               |
| 2002년도 | 3,310               | 2008년도 | 3,039               |
| 2003년도 | 3,304               | 2009년도 | 2,937               |
| 2004년도 | 3,224               | 2010년도 | 2,826               |
| 2005년도 | 3,216               |          |                     |
| -------- | ------------------- | -------- | ------------------- |

### 아부쿠마 급행
| 연도     | 하루 평균 승차 인원 |
| 2007년도 | 1,055               |
| -------- | ------------------- |

## 역 주변
- 시바타 정청 쓰키노키 사무소
- 국도 제4호선
- JA 미야기 센난 쓰키노키
- 시치주시치 은행 쓰키노키 지점

## 인접 정차역
| 도호쿠 본선                   | 도호쿠 본선       | 도호쿠 본선          |
| ----------------------------- | ----------------- | -------------------- |
| 후나오카 후쿠시마 방면        | ■ 도호쿠 본선     | 이와누마 센다이 방면 |
| 아부쿠마 급행 아부쿠마 급행선 |                   |                      |
| 히가시후나오카 후쿠시마 방면  | ■ 아부쿠마 급행선 | 시·종착역            |